# Адміністративний устрій Ратнівського району
Адміністративний устрій Ратнівського району — адміністративно-територіальний поділ Ратнівського району Волинської області на 1 селищну, 3 сільські громади, 1 селищну та 7 сільські ради, які об'єднують 69 населених пунктів та підпорядковані Ратнівській районній раді. Адміністративний центр — смт. Ратне.

## Список громадРатнівського району
| № | Назва                          | Центр          | Населені пункти | Площа км? | Місце за площею | Населення (2001), чол. | Місце за населенням | Розташування |
| - | ------------------------------ | -------------- | --- | --------- | --------------- | ---------------------- | ------------------- | ------------ |
| 1 | Заболоттівська селищна громада | смт. Заболоття | c. Гута смт. Заболоття c. Заліси с. Тур |           |                 |                        |                     |              |
| 2 | Велимченська сільська громада  | с. Велимче     | с. Велимче c. Датинь с. Дошне с. Запілля |           |                 |                        |                     |              |
| 3 | Забродівська сільська громада  | c. Заброди     | с. Адамівка c. Видраниця с. Вужиськ c. Заброди с. Задолина с. Заіванове с. Залюття c. Замшани с. Зоряне с. Лучичі с. Мельники-Річицькі с. Окачеве с. Підгір'я с. Піски-Річицькі c. Поступель с. Річиця с. Щедрогір с. Якушів                          |           |                 |                        |                     |              |
| 4 | Самарівська сільська громада   | c. Самари      | с. Березники с. Боровуха с. Бродятине с. Головище с. Залисиця c. Залухів с. Занивське с. Заприп'ять с. Козовата с. Мале Оріхове c. Межисить с. Під'язівні с. Почапи с. Самари с. Самари-Оріхові с. Теребовичі с. Хабарище с. Щитинська Воля с. Язавні |           |                 |                        |                     |              |

## Список радРатнівського району
| № | Назва                       | Центр        | Населені пункти                                                 | Площа км? | Місце за площею | Населення (2001), чол. | Місце за населенням | Розташування |
| - | --------------------------- | ------------ | --------------------------------------------------------------- | --------- | --------------- | ---------------------- | ------------------- | ------------ |
| 1 | Ратнівська селищна рада     | смт. Ратне   | смт. Ратне                                                      |           |                 |                        |                     |              |
| 2 | Височненська сільська рада  | c. Височне   | c. Височне с. Береза с. Вижично с. Витень                       |           |                 |                        |                     |              |
| 3 | Гірниківська сільська рада  | c. Гірники   | c. Гірники с. Броди с. Сільце                                   |           |                 |                        |                     |              |
| 4 | Жиричівська сільська рада   | c. Жиричі    | c. Жиричі                                                       |           |                 |                        |                     |              |
| 5 | Здомишельська сільська рада | c. Здомишель | c. Здомишель с. Краска с. Шменьки                               |           |                 |                        |                     |              |
| 6 | Кортеліська сільська рада   | c. Кортеліси | c. Кортеліси с. Запоківне с. Косиці                             |           |                 |                        |                     |              |
| 7 | Млинівська сільська рада    | c. Млинове   | c. Млинове с. Годинь с. Долина с. Доманове с. Сільця-Млинівські |           |                 |                        |                     |              |
| 8 | Прохідська сільська рада    | c. Прохід    | с. Прохід с. Комарове с. Конище с. Старостине                   |           |                 |                        |                     |              |

## Список радРатнівського району(до 2016)
| №  | Назва                           | Центр             | Населені пункти                                                                                  | Площа км? | Місце за площею | Населення (2001), чол. | Місце за населенням | Розташування |
| -- | ------------------------------- | ----------------- | ------------------------------------------------------------------------------------------------ | --------- | --------------- | ---------------------- | ------------------- | ------------ |
| 1  | Заболоттівська селищна рада     | смт. Заболоття    | смт. Заболоття                                                                                   |           |                 |                        |                     |              |
| 2  | Ратнівська селищна рада         | смт. Ратне        | смт. Ратне                                                                                       |           |                 |                        |                     |              |
| 3  | Велимченська сільська рада      | с. Велимче        | с. Велимче с. Дошне                                                                              |           |                 |                        |                     |              |
| 4  | Видраницька сільська рада       | c. Видраниця      | c. Видраниця с. Задолина с. Заіванове                                                            |           |                 |                        |                     |              |
| 5  | Височненська сільська рада      | c. Височне        | c. Височне с. Береза с. Вижично с. Витень                                                        |           |                 |                        |                     |              |
| 6  | Гірниківська сільська рада      | c. Гірники        | c. Гірники с. Броди с. Сільце                                                                    |           |                 |                        |                     |              |
| 7  | Гутянська сільська рада         | c. Гута           | c. Гута                                                                                          |           |                 |                        |                     |              |
| 8  | Датинська сільська рада         | c. Датинь         | c. Датинь с. Запілля                                                                             |           |                 |                        |                     |              |
| 9  | Жиричівська сільська рада       | c. Жиричі         | c. Жиричі                                                                                        |           |                 |                        |                     |              |
| 10 | Забродівська сільська рада      | c. Заброди        | c. Заброди с. Лучичі с. Якушів                                                                   |           |                 |                        |                     |              |
| 11 | Заліська сільська рада          | c. Заліси         | c. Заліси                                                                                        |           |                 |                        |                     |              |
| 12 | Залухівська сільська рада       | c. Залухів        | c. Залухів с. Заприп'ять с. Почапи с. Хабарище с. Щитинська Воля                                 |           |                 |                        |                     |              |
| 13 | Замшанівська сільська рада      | c. Замшани        | c. Замшани с. Вужиськ                                                                            |           |                 |                        |                     |              |
| 14 | Здомишельська сільська рада     | c. Здомишель      | c. Здомишель с. Краска с. Шменьки                                                                |           |                 |                        |                     |              |
| 15 | Кортеліська сільська рада       | c. Кортеліси      | c. Кортеліси с. Запоківне с. Косиці                                                              |           |                 |                        |                     |              |
| 16 | Межиситівська сільська рада     | c. Межисить       | c. Межисить с. Бродятине с. Залисиця                                                             |           |                 |                        |                     |              |
| 17 | Млинівська сільська рада        | c. Млинове        | c. Млинове с. Годинь с. Долина с. Доманове с. Сільця-Млинівські                                  |           |                 |                        |                     |              |
| 18 | Поступельська сільська рада     | c. Поступель      | c. Поступель с. Адамівка с. Зоряне                                                               |           |                 |                        |                     |              |
| 19 | Прохідська сільська рада        | c. Прохід         | с. Прохід с. Комарове с. Конище с. Старостине                                                    |           |                 |                        |                     |              |
| 21 | Самари-Оріхівська сільська рада | c. Самари-Оріхові | с. Самари-Оріхові с. Березники с. Мале Оріхове                                                   |           |                 |                        |                     |              |
| 22 | Самарівська сільська рада       | c. Самари         | с. Самари с. Боровуха с. Головище с. Занивське с. Козовата с. Під'язівні с. Теребовичі с. Язавні |           |                 |                        |                     |              |
| 23 | Турська сільська рада           | c. Тур            |                                                                                                  |           |                 |                        |                     |              |
| 24 | Щедрогірська сільська рада      | c. Щедрогір       | с. Щедрогір с. Залюття с. Окачеве с. Підгір'я                                                    |           |                 |                        |                     |              |